# 力織機

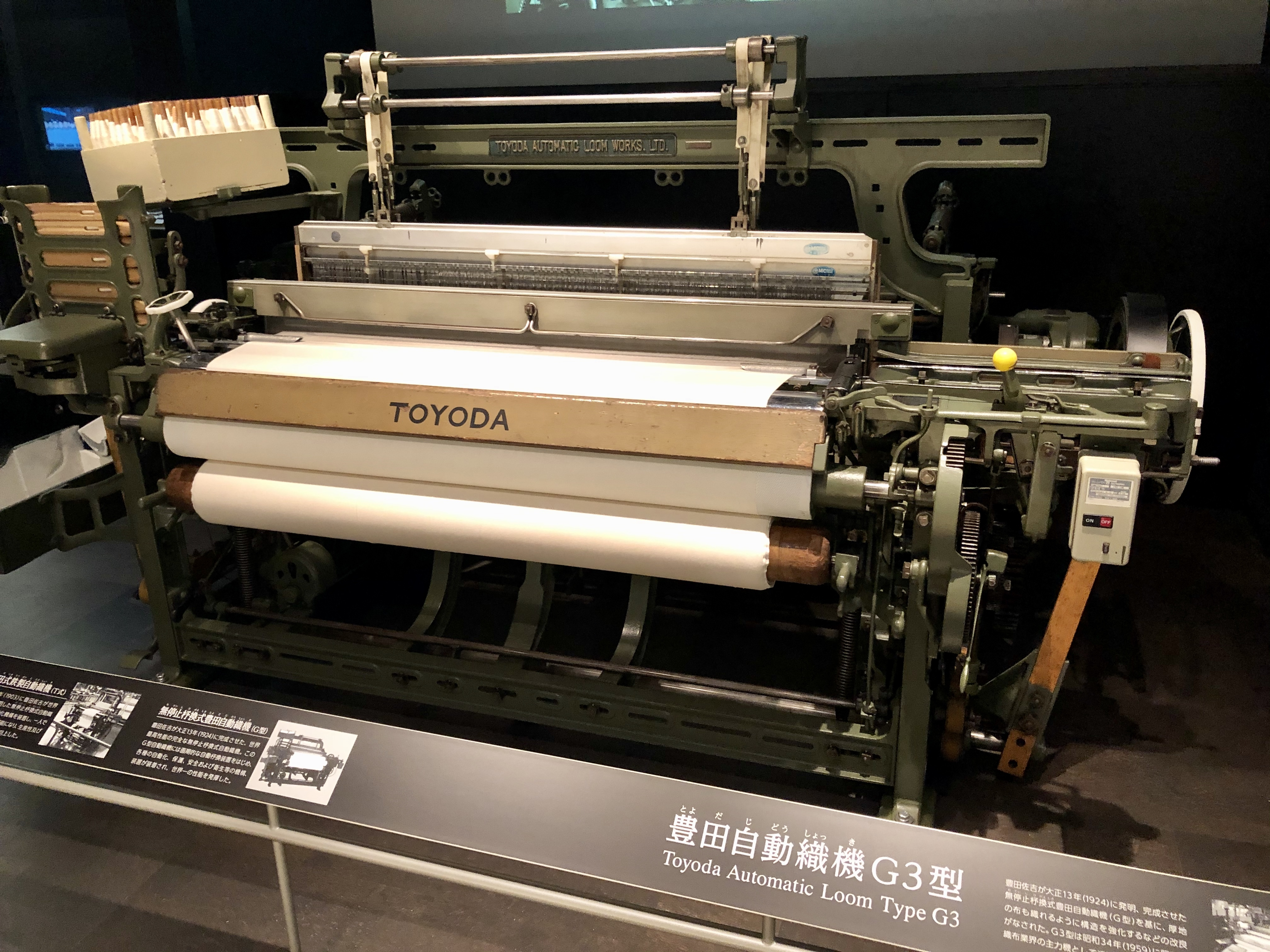
豊田自動織機G3型。G型をベースに構造を強化し厚地が織れるようにした織機。刈谷市歴史博物館にて。

力織機（りきしょっき）とは、機械動力式の織機のことである。

## 歴史
最初の機械動力式の織機は、1785年にイギリス人エドモンド・カートライトが製造したパワー・ルーム（英: power loom）で、日本語の「力織機」はこの逐語訳である。力織機はそれまでの手織機に代わって織物生産の主役となり、蒸気機関を動力とする力織機は産業革命を主導した。以降、手織機の使用は工芸品や伝統的な布を作る場合に限定されるようになる。
力織機の動力は水力、蒸気機関から、ジーゼル油エンジン、電気モーターへと進化している。
特殊な用途に応じた素材を扱えるような織機や、効率的に最大量、生産できるような織機も開発された。織機はもともとシャトル（杼）を用いて緯糸を通しており、このシャトル式は20世紀に入っても標準的だったが、20世紀初めにはより速く効率的なシャトルレス織機も発明されていた。
日本では津田米次郎が国内初の津田式力織機を開発。津田式力織機は水登勇太郎によって工場生産に導入された。

## エアジェット織機
エアジェット織機は、空気を噴射する力で緯糸を通す織機で、天然素材などさまざまな糸に対応でき、安価な布の大量生産を行う工場や、先端的な織物工場で導入されている。

## ウォータージェット織機
ウォータージェット織機（英: water-jet loom)は水の噴射を利用して合成繊維を織る。コンピュータで操作される織機は、工業用のみならず個人用にも生産されている。工業用の織機は、1秒で6列以上という速さで緯糸を織り込んでゆく。

## ジャカード織機

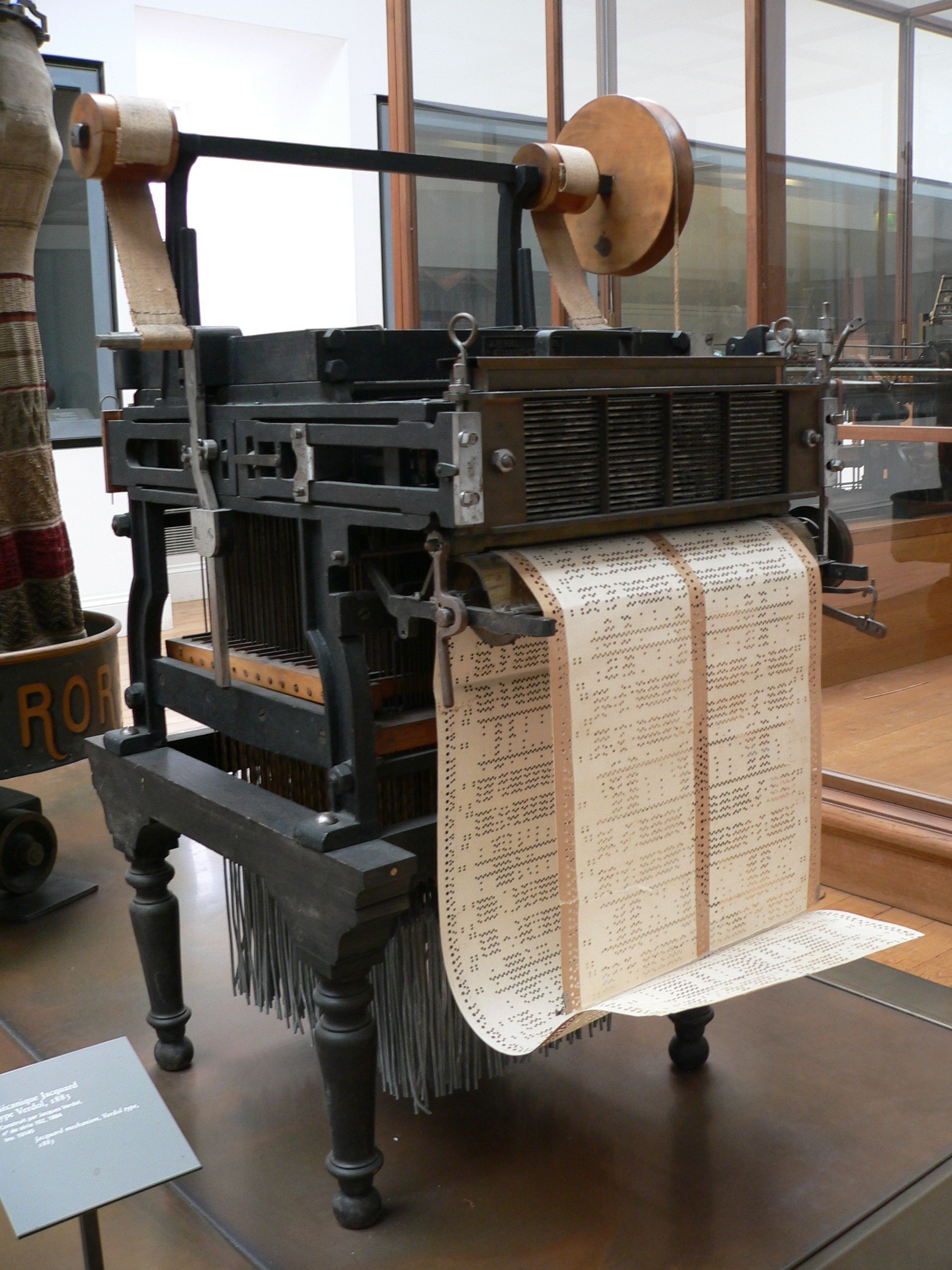
ジャカード織機

ジャカード織機(Jacquard loom)は、織物をパターン通り仕上げるためにパンチカードを使用した最初の力織機である。それまでは複雑な文様を織ることは難しく、中国では紀元前後には提花機（ていかき）または花機（はなはた）とよばれる特殊な織機で錦（ブロケード）を織って世界へ輸出していた。この織機では、体重の軽い子供が織機の上に引き上げられ、経糸の複雑な上げ下ろしを下からの指示通り行って文様を作っていた。日本には奈良時代に輸入され、桃山期以降、空引機（そらびきばた）という名で西陣など各地で使われた。17世紀にはヨーロッパにも紹介され、ドロー織機（ドロールーム、draw loom）とよばれる、織機の横に高いはしごが付いて職人が上に登れるものになった。
1800年代、フランス人ジョセフ・マリー・ジャカード（ジョセフ・マリー・ジャカール）は穴を開けたカードを使って、穴の有無で上下する金属針と一個一個のシャフトを連動させてシャフトを個別に上下させ、カードで指示された経糸だけを開口させ横糸を通してカードで指示されたとおりの模様を自動的に織ってゆく織機を開発した。最初は人力であったが、後に力織機に応用され、一度カードをセットするとすさまじい速さで緯糸を織ってゆくことができるようになった。また、このパンチカードが解析機関やタビュレーティングマシンなど、コンピュータの祖先といわれる19世紀の計算機に応用された。その後、ジャカード織機はパンチカードに代わりコンピュータを用いるようになる。

## 自動織機
水力や電力などを動力とし、経糸を切断する時の運転停止や緯糸の供給などが自動的に行われる織機を自動織機と言う。

## ギャラリー
- 数々の力織機
- 回転式力織機
- 全自動紡績システム